# Dankmar Zergiebel
Dankmar Zergiebel (* 10. Januar 1895 in Kassel; † 17. Juni 1983 in Würzburg) war ein deutscher Unternehmer sowie Verbandsfunktionär.

## Leben
Dankmar Zergiebel, Sohn des Emil Zergiebel sowie dessen Ehefrau Elise geborene Wenzel, Abiturient am Gymnasium Kassel, wandte sich im Anschluss dem Studium der Rechts- und Staatswissenschaften an den Universitäten Freiburg und Cambridge zu, das er, unterbrochen durch seine Teilnahme am Ersten Weltkrieg, 1920 an der Philipps-Universität Marburg mit der Promotion zum Dr. rer. pol. abschloss.
Zergiebel war in der Folge als Syndikus verschiedener Verbände eingesetzt, bevor er 1925 zum Geschäftsführer des Verbandes Rheinisch-Westfälischer Brauereien zur Förderung ihrer gewerblichen Interessen GmbH sowie des Verbandes Dortmunder Bierbrauer GmbH in Dortmund bestellt wurde. 1928 wurde er zum Vorstand der Brauerei Würzburg AG, der Würzburger Hofbräu, ernannt, eine Position, die er bis zu seiner Verabschiedung in den Ruhestand 1961 innehielt. 
Zergiebel hatte darüber hinaus Mitgliedschaften in der Industrie- und Handelskammer Würzburg-Schweinfurt sowie in verschiedenen Ausschüssen des Deutschen und des Bayerischen Brauerbundes, zu dessen Ehrenpräsidenten er 1965 gewählt wurde, inne. Überdies fungierte er als Aufsichtsratsvorsitzender der Sektkellerei J. Oppmann AG.
Dankmar Zergiebel heiratete 1925 Käte geborene Osterwald, mit der er ein Kind hatte. Er verstarb 1983 im Alter von 88 Jahren in Würzburg.

## Publikation
- Der Kreditschutz in Handel und Gewerbe, insbesondere die Vereine Creditreform, Dissertation, Philipps-Universität zu Marburg an der Lahn, Marburg an der Lahn, 1921